# Vassili Mölder
Vassili Mölder (Pseudonym V. Proletarlane, * 13. Dezemberjul. / 25. Dezember 1878greg. in der Landgemeinde Laimjala, Saaremaa; † 5. Juli 1943 in Werchneuralsk) war ein estnischer Schriftsteller und Politiker.

## Leben und Werk
Mölder ging nur zwei Jahre zur Schule und schlug sich danach als Gelegenheitsarbeiter durch. Nach der Revolution von 1905 musste er sich vor den Strafbataillonen verstecken. Wichtig wurde sein Kontakt mit dem Verleger Juhan Lilienbach, für dessen Publikationen er schrieb und der ihm riet, Wanderbuchhändler zu werden. Nach der Unabhängigkeit von Estland war er als Mitglied der kommunistischen Partei von 1924 bis 1932 wegen revolutionärer Umtriebe inhaftiert. Nach der Sowjetisierung Estlands wurde er ein Befürworter des neuen Regimes, sodass er nach dem deutschen Überfall auf die Sowjetunion wie viele andere ins sowjetische Hinterland ging, wo er 1943 verstarb.
Mölder hatte als Siebzehnjähriger seine ersten Arbeiten an eine Lokalzeitung geschickt, die meisten seiner Verse verfasste er um die Jahrhundertwende. In ihnen zeigt er sich als bewusst proletarischer Dichter, der das „Lebensgefühl einer klassenbewussten armen Dorfbewohnerschicht“ ausdrückte. Außerdem übersetzte er auch aus dem Russischen.

## Bibliografie
- Sõnajalad ('Farne'). Mõte, Tallinn 1910. 126 S.

## Sekundärliteratur
- Heino Altpere: Eelkäija tee. Tööliskirjaniku Vassili Möldri mälestuseks, in: Looming 8/1950, S. 980–992.
- Ello Säärits: Südame ja sulega kolme revolutsiooni rivis. Sada aastat Vassili Mölder-Proletaarlase sünnist, in: Looming 1/1979, S. 107–112.